# Randy Gregory
Randy Gregory (Jacksonville, 23 novembre 1992) è un giocatore di football americano statunitense che milita nel ruolo di outside linebacker per i San Francisco 49ers della National Football League (NFL).

## Carriera universitaria
Gregory frequentò l'Arizona Western College dal 2011 al 2012. Come freshman nel 2011 mise a segno 82 tackle e 9 sack mentre fu costretto a perdere tutto l'anno successivo per una frattura alla gamba.
Gregory si accordò per iscriversi alla Purdue University ma dopo un ripensamento optò per l'Università del Nebraska. Nel suo primo anno coi Cornhuskers, disputò come titolare 10 gare su 13, facendo registrare 64 tackle, 10,5 sack (leader della Big Ten Conference) e un intercetto che ritornò in touchdown. A fine anno fu inserito nella formazione ideale della Big Ten e premiato come miglior difensore della sua squadra. Nel 2014 totalizzò 50 tackle e 7 sack, decidendo di rinunciare all'ultimo anno nel college football per rendersi eleggibile nel Draft NFL.

## Carriera professionistica

### Dallas Cowboys
Ad aprile 2015, NFL.com ha classificato Gregory come una delle potenziali scelte della prima metà primo giro del Draft NFL 2015. Tuttavia, dopo essere stato trovato positivo alla marijuana durante l'NFL Scouting Combine del febbraio 2015, scese fino al secondo giro, dove fu selezionato come 60º assoluto dai Dallas Cowboys. Debuttò come professionista subentrando nella gara del primo turno contro i New York Giants. La sua stagione da rookie terminò con 11 tackle in 12 presenze, nessuna delle quali come titolare.
Il 19 febbraio 2016, Gregory fu sospeso per le prime quattro partite della sua seconda stagione per uso di sostanze vietate. Il 26 febbraio 2019 fu nuovamente sospeso, questa volta a tempo indefinito.

### Denver Broncos
Il 15 marzo 2022 firmò un contratto quinquennale con i Denver Broncos del valore di 70 milioni di dollari.

### San Francisco 49ers
Il 7 ottobre 2023 Gregory, assieme a una scelta del settimo giro, fu scambiato con i San Francisco 49ers per una scelta del sesto giro. Il primo sack con la nuova maglia lo mise a referto nel sesto turno su P.J. Walker dei Cleveland Browns.

## Palmarès
- National Football Conference Championship: 1

San Francisco 49ers: 2023